# Kopalnia Węgla Kamiennego „Piast” (Lędziny)
Kopalnia Węgla Kamiennego „Piast” Lędziny – kopalnia węgla kamiennego, znajdowała się w Lędzinach w województwie śląskim. Obecnie nieczynna.

## Historia
Kopalnia „Piast” w Lędzinach należała do księcia pszczyńskiego. W latach 1843–1845 eksploatowana pod nazwą „Heinrichsfreude”. W 1893 r. wznowiono eksploatację. W roku 1923 zmieniono nazwę na „Henryk”, by ostatecznie w 1926 roku zmienić na „Szyby Piast”.
W czasie trwania II wojny światowej kopalnię nazwano: „Piastschachte”.
W okresie od 1945 do 1948 roku nazwano ją „Piast”. Od 1949 roku zmieniono na „Piast-Ziemowit” włączając do kopalni Piast część szybów kopalni „Ziemowit I”.
W roku 1952 szyby Ziemowit włączono do „KWK Ziemowit w budowie”, a kopalnia „Piast” została przy dawnej nazwie.
Kopalnia „Piast” należała w latach 1945–1946 do Mikołowskiego ZPW, od 1 stycznia 1947 r. do Jaworznicko-Mikołowskiego ZPW.
Od 1 lipca 1972 roku została włączona do kopalni Ziemowit.
Produkcja:
- 1913 r. – 25 482 t,
- 1938 r. – 254 027 t,
- 1970 r. – 1 310 920 t.

Jak podaje gazeta codzienna Goniec Śląski z 1921 roku w Kopalni „Heinrichsfreude” podczas strajku dotyczącym podziału Górnego Śląska oraz jak wynika z treści „niszczenia przemysłu górniczego przez niemieckich kapitalistów” strajkowała cała kopalnia, czyli 312 osób.
Podczas wielkiego kryzysu w latach trzydziestych XX w. również w górnictwie przechodziła fala zwolnień i zamykania kopalń węgla kamiennego. W 1932 roku Kopalnia Piast opowiedziała się przeciw strajkowi jak spora większość kopalń
Dyrekcja księcia pszczyńskiego nie uzyskała zgody od komisarza demobilizacyjnego w Katowicach na zamknięcie kopalni. Natomiast dostały zgodzę na redukcję zatrudnienia o 300 osób z 595 zatrudnionych na tejże kopalni.
Inżynier Seroka – zastępca komisarza demobilizacyjnego podczas konferencji w sprawie unieruchomienia kopalni przy obecności związków zawodowych oraz dyrekcji nie podjął decyzji o jej zamknięciu. Zezwolił na redukcję załogi o 300 robotników, pozostałe 145 osób przeniesiona będzie na inne kopalnie.
W kwietniu dyrekcja wystąpiła z wnioskiem o zamknięcie kopalni. Dyrektor Ebeling uzasadniał wniosek zamknięcia kopalni brakiem zamówień. Okazało się jednak, że redukcja zatrudnienia, która została przeprowadzona na kopalni, nie była potrzebna, gdyż wydobycie nie pokrywa zapotrzebowania na rynku. Dyrektor Ebeling został zatrzymany i osadzony w areszcie śledczym.
W roku 1933 – dyrekcje kopalń „Brade” w Łaziskach oraz „Piast” w Lędzinach zamierzała zwolnić 1100 robotników.
Dyrektor księcia pszczyńskiego pan Okołowicz na spotkaniu z radą zakładową kopalni „Szyby Piast” oświadcza, iż kopalnia ma zostać unieruchomiona i zatopiona. Rada zakładowa, jak i działające związki zawodowe stanowczo protestują przeciwko tej decyzji.
Do komisarza demobilizacyjnego w Katowicach wpływają wnioski od zarządów kopalń „Brada” w Łaziskach oraz szybów „Piast” w Lędzinach o zamknięciu obu kopalń 9 marca 1933 roku. Zatrudnienie w Kopalni „Brada I” – 880 robotników, w Kopalni „Piast” – 350 robotników.
Inżynier Seroka – zastępca komisarza demobilizacyjnego rozpatrywał wniosek o zamknięciu kopalń „Brada” oraz „Piast”. Szyby Piast po częściowym ich unieruchomieniu zatrudniają jedynie 190 robotników. Kopalnia Brada zatrudnia 914 robotników. Przedstawiciele załogi sprzeciwiają się zamknięciu obu kopalń. Szyby Piast prowadzą handel węglem wewnątrz kraju przy pomocy transportu samochodowego, furmanek, a także galarów. W związku z ogłoszeniem, iż Szyby Piast mają być nie tylko zamknięte, ale również zalane – inżynier Seroka stwierdził, iż musi potraktować ten wniosek jako chęć całkowitego zamknięcia obu kopalń i postąpi w myśl przepisów o demobilizacji.
Ustabilizowanie się sytuacji zatrudnienia w Szybach Piast skutkowało wywieszeniem na bramie głównej kopalni ogłoszenia o naborze 100 wykwalifikowanych rębaczy.
Kopalnia Piast w Lędzinach jak większość kopalń została objęta układem zbiorowym pracy:
- z dnia 20 sierpnia 1937 r.[11]
- z dnia 2 grudnia 1937 r.[12]

Polityka społeczna na kopalni tuż przed II wojną światową była prowadzona w sposób rzeczowy. W 1938 roku z okazji Świąt Bożego Narodzenia górnicy otrzymali gratyfikacje pieniężne w wysokości od 15 do 50 zł, a także torebki ze słodyczami (0,5 kg), jak również na każde dziecko w wieku szkolnym po 3 metry płótna i 3 lagi wełny na wyrób odzieży. Nie zapomniano także o chorych, którzy otrzymali paczki o równowartości około 20 zł.
W roku 1951 górnicy „Piast-Ziemowit” wprowadzają jako pierwsi w Polsce metodę inżyniera Kowalowa.
Jako druga kopalnia w przemyśle węglowym na 41 dni przed terminem wykonała roczny plan wydobycia.
W tym samym roku Kopalnia jest najlepszą kopalnią z frontu walki o realizację Czynu Lipcowego.
W czerwcu 1952 roku Kopalnia „Piast-Ziemowit” zajmuje trzecie miejsce w „socjalistycznym współzawodnictwie o jak najwyższe przekroczenie planu wydobywczego w I dekadzie bm.” wykonując 105,5 procent planu.
W tym samym roku Kopalnia „Piast-Ziemowit” ukończyła przedterminową realizację planu półrocznego.
Następuje zmiana nazwy Kopalni z „Piast-Ziemowit” na „Piast” na podstawie zarządzenia Ministerstwa Górnictwa nr 191 z dnia 5 czerwca 1952 r.
W 1955 roku kopalnia Piast na pięć i pół miesiąca przed terminem wykonała zadanie planu sześcioletniego. Wydobyli ponad pół miliona ton węgla ponad założony plan. Dyrektorem Kopalni był wówczas Konrad Spyra. Za sześcioletni trud najwyższe odznaczenia państwowe otrzymali górniczy z kopalni „Silesia” oraz „Piast”. Odznaczenia wręczył premier Polskiej Rzeczypospolitej Ludowej towarzysz Piotr Jaroszewicz w Stalinogrodzie (ówczesna nazwa Katowic).
W roku 1958 przeciętne roczne zatrudnienie na Kopalni Piast wynosiło 2 847 osób w tym 2 349 osób w grupie przemysłowej.
W latach 1997–2001 nastąpiła likwidacja dawnej kopalni „Piast”.
W Chełmie Wielkim (obecnie Chełm Śląski) funkcjonowała płytka kopalnia przy kopalni „Piast” w Lędzinach.
Uruchomiona została w 1957 roku a zlikwidowana 15 grudnia 1963 roku.
Maksymalna produkcja kopalni w Chełmie Wielkim w 1963 roku wynosiła 53 628 t.
Obecnie na terenach po byłej Kopalni Piast znajduje się w budynku biurowo-administracyjnym kopalni Powiatowe Centrum Społeczno-Gospodarcze powołane 1 kwietnia 2008 r. decyzją Rady Powiatu Bieruńsko-Lędzińskiego.

## Kalendarium
1842 – Zarządca kopalni księcia pszczyńskiego, nadsztygar Brucker znalazł w zalesionym terenie między wsią Lędziny, a kolonią Hołdunów, pokład węgla grubości 3 metrów. W rok później rozpoczęto w tym miejscu wydobycie węgla. Ta pierwsza kopalnia otrzymała nazwę Radość Henryka, na cześć panującego wówczas w Pszczynie Jana Henryka Hochberga.
- 1843 – Z kopalni Radość Henryka w Lędzinach wydobywane są pierwsze tony węgla.
- 1844/1845 – Eksploatację przerwano z powodu znacznego dopływu wody.
- 1893 – Ponowne zostaje uruchomiona kopalnia węgla Radość Henryka, tym razem pod nową nazwą – Matylda.
- 1893 – 20 listopada – wydobyto pierwsze tony wegla
- 1895 – Kopalnia zatrudniała 61 pracowników, z których połowa pracowała na dole.
- 1924 – Kopalnia Matylda zostaje przemianowana na kopalnię Piast.
- 1933 – Książęca kopalnia węgla kamiennego Piast-Szyby zatrudnia ponad 320 pracowników[25][26].